# Microsoft Power Automate
Microsoft Power Automate, conocido anteriormente como Microsoft Flow, es un servicio que tiene como objetivo competir con IFTTT partiendo de los principios de la empresa para mejorar la productividad de las personas en su trabajo; en este caso, esa mejora se realizaría automatizando tareas entre sus propios tipos de servicios y algunos de terceros, como por ejemplo, Slack, Twitter, Dropbox.

## Características
- Microsoft Power Automate te permite crear flujos de trabajo automatizados entre las aplicaciones y servicios favoritos para obtener notificaciones, sincronizar archivos, recopilar datos y mucho más.
- Te permite automatizar prácticamente cualquier tarea o proceso que requiera mucho tiempo.
- Conectar sus servicios favoritos. Un flujo conecta sus servicios web, archivos y datos basados en la nube para ahorrar tiempo y esfuerzo a todos los usuarios.
- Empezar con una plantilla. Microsoft Flow ahorra tiempo y simplifica la vida laboral mediante la conexión de sus servicios favoritos en un flujo
- Encontrar el flujo perfecto. Explorar plantillas por categoría.[2]